# Claudio Vannicola
Claudio Vannicola detto la Scimmia (Roma, 5 settembre 1947 – Roma, 23 febbraio 1982) è stato un mafioso italiano, ed esponente dell'organizzazione romana Banda della Magliana.

## Biografia
Ex pregiudicato già dal 1970, e confinato come sorvegliato speciale in Toscana, nella zona di Firenze, sin dalla fine degli anni sessanta   è un frequentatore dell'ambiente malavitoso insediatosi nella zona della Garbatella e fu, dal 1972, uno degli uomini di fiducia del boss Francis Turatello su Roma, e, successivamente, dal 1975, guardaspalle del criminale Fausto Pellegrinetti. 

## Con la banda della Magliana
Nel 1977 venne arrestato in seguito ad una maxi rapina in una gioielleria, ma venne poi scagionato nel 1979. Una volta uscito si ricongiunse a Pellegrinetti, che nel frattempo era diventato un grande trafficante di droga, disponendo di sostanze migliori della concorrenza.
I due iniziarono quindi a spacciare insieme, prevalentemente nelle zone di Tufello, Val Melaina, Monte Sacro, a prezzi definiti da loro stessi "popolari". Alla fine dello stesso anno i loro affari si estesero soprattutto a Ostia, dove riuscirono a vincere una forte concorrenza; La loro presenza venne anche rafforzata dall'appoggio esterno di esponenti della banda quali Maurizio Abbatino ed Edoardo Toscano.
Nel 1980 sorse una polemica in merito ai prezzi della droga venduta, e fu così che, Gianni Girlando, detto Er Roscio,  per via del colore dei capelli, e Vittorio Carnovale, dissero a Pellegrinetti e Vannicola che avrebbero dovuto limitare la propria autonomia, ma i due non intesero modificare il loro modus operandi; fu così che la sua eliminazione divenne inevitabile.

## La morte
Mentre giocava a poker in una sala scommesse, si avvicinarono a lui tre uomini, uno travestito da Paperino e due da diavoletti (era giovedì grasso).
I diavoletti impugnano una pistola a testa, Paperino un fucile a canne mozze; Paperino gli sparò un colpo e i due diavoletti gliene spararono tre, provocandone così la morte. Uno dei tre killer fu Vittorio Carnovale. 

## Nella cultura di massa
La figura di Vannicola ha ispirato il personaggio di "Shangai" nel libro Romanzo Criminale scritto da Giancarlo De Cataldo.